# 뉴욕 버펄로의 교통
뉴욕주 버펄로의 교통수단은 자동차 사용에 의해 지배되지만, 다른 교통수단은 버펄로에 존재한다.
에리 운하는 버펄로를 주요 항구로 만들었다. 뉴욕 센트럴을 비롯한 철도업계는 위상이 확정됐다.

## 공항

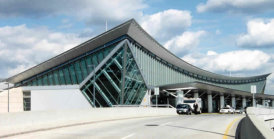
버펄로 나이아가라 국제공항

나이아가라 프런티어 교통국(NFTA)은 버펄로 나이아가라 국제공항과 나이아가라 폭포 국제공항을 운영하고 있지만, 버펄로는 주로 볼토와가 근교에 위치한 버펄로 나이아가라 국제공항이 서비스를 맡고 있다. 1997년에 재건된 이 공항은 연간 500만 명 이상의 승객을 태우고 있다. 2013년 미국 교통 통계국에 따르면 버펄로 나이아가라 국제공항은 국내에서 비행할 수 있는 5개 공항 중 가장 저렴한 공항 중 하나이다. 왕복 평균 비용은 295.58달러였다. 지난 몇 년 동안 버펄로에서 비행기를 타고 떠나는 캐나다인들이 급증했는데, 이는 주로 캐나다 공항과 비교했을 때 훨씬 저렴한 세금과 항공사의 할증료와 캐나다에서는 이용할 수 없는 일부 미국 기반 할인 항공사들(예: JetBlue Airways와 Southwest Airlines)을 이용하는 능력 때문이다. 2006년 기준으로, 이용률이 저조한 나이아가라 폭포 국제공항을 캐나다 전역은 물론 뉴욕과 토론토의 국제 화물 중심지로 만드는 계획이 찰스 슈머 미국 상원의원의 작업에 들어가 있다.

## 대중교통

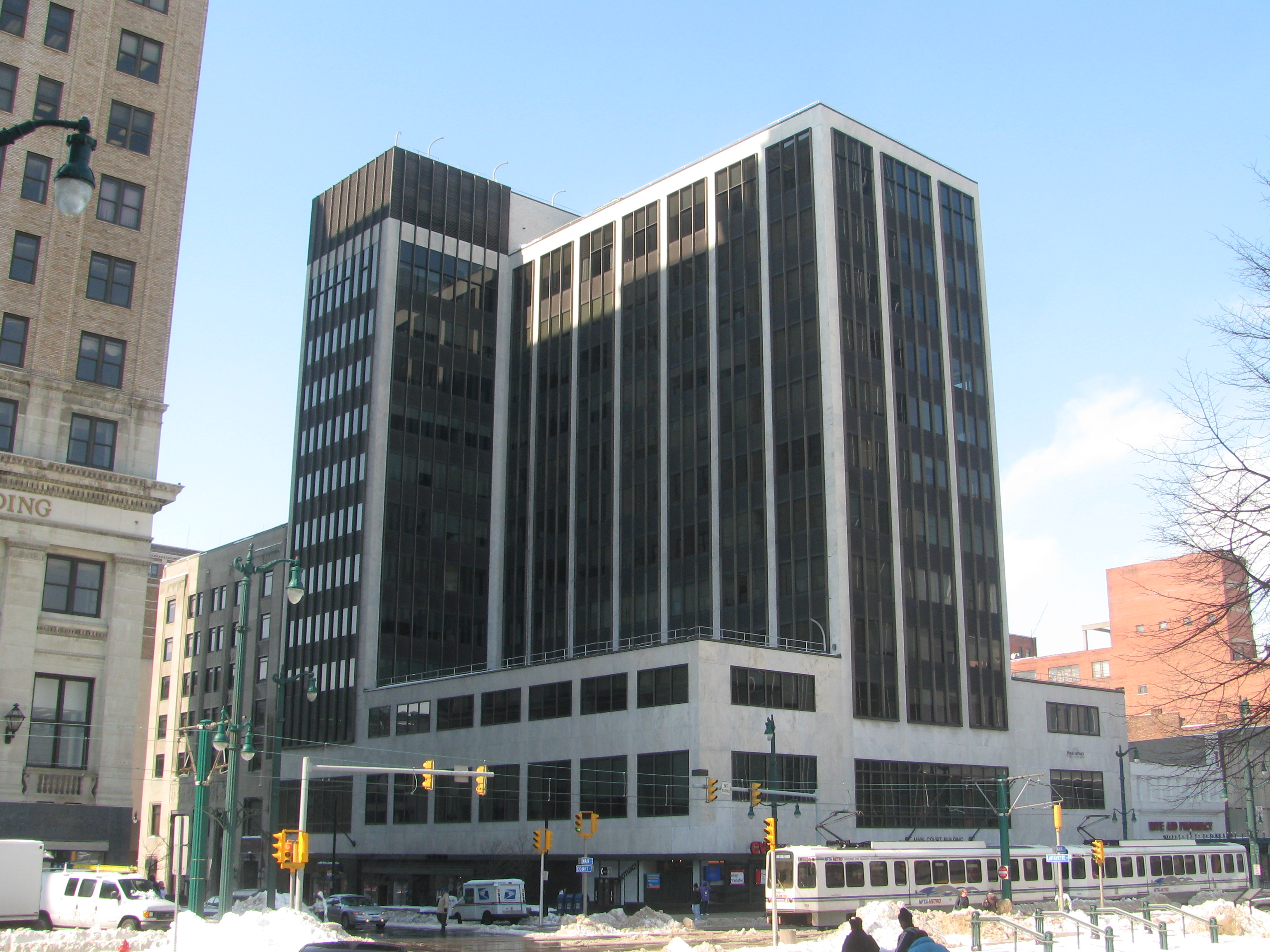
버펄로 메트로 레일 열차가 라파예트 광장을 통과한다.

NFTA에 의해서도 운영되는 버펄로 메트로 레일은 버펄로 시내의 에리 운하 항구에서 시 북동부의 유니버시티 하이츠 지구(특히 버펄로 대학의 사우스 캠퍼스)에 이르는 6.4마일(10.3km) 길이의 단일선 경전철 시스템이다. 이 노선의 시내 구간은 지상까지 운행되며 승객에게는 무료다. 극장역 북쪽, 시내의 북쪽 끝에 있는 노선은 지하로 이동하며, University Heights에서 노선의 북쪽 종착점에 도달할 때까지 지하에 남아 있다. 승객들은 이 구간을 타기 위해 요금을 지불한다.
현재 진행 중인 NFTA 프로젝트인 "자동차 공유 중심가"는 메트로 레일의 시내 부분을 실질적으로 개정할 것이다. 그것은 자동차와 메트로 레일 자동차가 샌프란시스코의 트롤리와 비슷한 방식으로 메인 스트리트를 공유할 수 있게 할 것이다. 그 설계는 새로운 역과 보행자 친화적인 개선들을 포함하고 있다. 에드워드 스트리트와 웨스트 터퍼 스트리트 사이의 메인 스트리트 700블록에서 양방향 교통을 복원하는 이 프로젝트의 1단계는 2009년에 완료되었다. NFTA는 시내, 지역, 교외 전역에 버스 노선을 운영하고 있다. 두 번째, 웨스트 터퍼와 웨스트 치페와 거리 사이의 메인 스트리트 600블록에서 양방향 교통을 복구하는 작업이 2015년 1월 완료됐다.

## 철도
버펄로-듀와 버펄로-익스체인지 가 등 두 개의 기차역이 시내를 운행하며 암트랙이 운영하고 있다. 역사적으로 그 도시는 시카고와 뉴욕을 잇는 항로를 통해 온타리오 하부를 통과하는 주요 목적지였다. 게다가, 펜실베이니아 철도는 버펄로 선과 워싱턴 D.C. 사이의 열차를 펜실베이니아 중심부를 경유하는 버펄로 선에서 운행했다. 역사적으로 뉴욕 센트럴 열차는 버펄로 중앙터미널을 통과했고, 란차완나 열차는 1950년대 중반까지 메인 스트리트 터미널을 통과했으며, 르하이 밸리 철도의 열차는 1952년까지 터미널을 통과했다. 1935년부터 에리 철도는 리하이 밸리 시설을 이용했다. 버펄로 운임 서비스는 CSX Transport와 Norfolk Southern(NS)뿐만 아니라 국경을 넘어 캐나다 내셔널(CN)과 캐나다 태평양(CP) 철도가 운행한다. 이 지역에는 4개의 대형 레일 야드가 있다. 프론티어(CSX), 바이슨(NS), SK(NS/CP), 버펄로 크리크(NS/CSX) 등이 있다. 액체 프로판이나 무수 암모니아 등 버펄로 지역에도 다량의 위험 화물이 건너간다.

## 수로

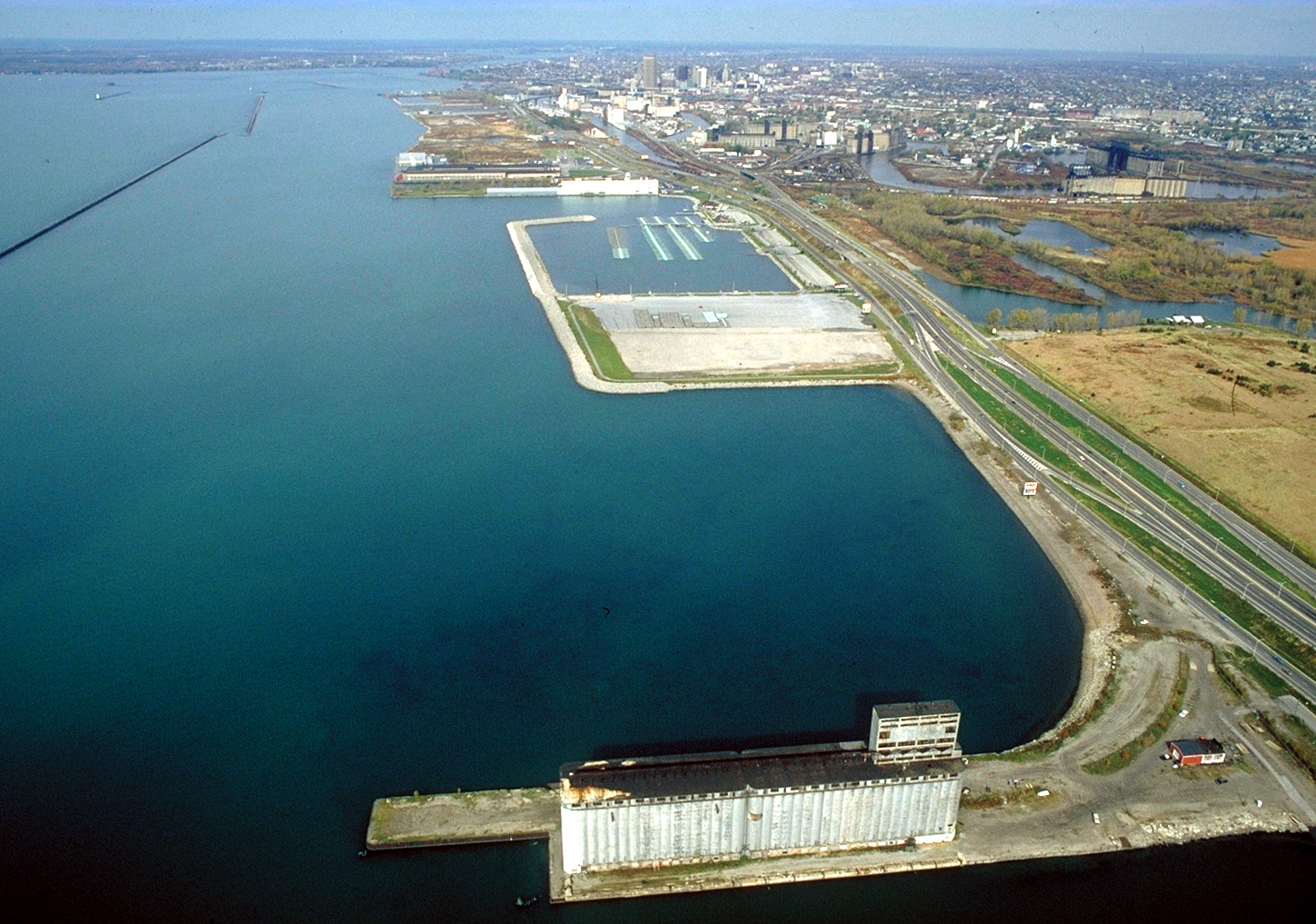
1992년 버펄로 외항. 도시의 북동쪽은 나이아가라 강이다.

버펄로는 이 나라에서 가장 다양한 민물고기를 자랑하는 에리 호수의 동쪽 끝에 있다. 그 호수는 수많은 개인 요트, 범선, 파워 보트, 수상 비행선의 놀이터 역할을 한다. 이 도시는 화물선들의 상업적 항해 깊이에 유지되는 에리 항만의 내부와 외부 호수를 보호하는 광범위한 방파제를 가지고 있다. 버펄로 남쪽을 흐르는 에리 지류는 버펄로 강과 버펄로 크릭이다.
버펄로는 역사적으로 전설적인 에리 운하와 연결되어 있는데, 이 운하는 블랙록 해협이 버펄로 크릭에 있는 에리 호수로 들어가는 곳에서 끝이 났다. 1825년 에리 운하가 헌납될 때, 자만자인 뉴욕주 주지사 드위트 클린턴은 버펄로 서쪽 운하 종착역(현재의 상업용 슬립)에서 이리 호수 물을 실어 뉴욕시 대서양에 쏟아 부었다. 그는 운하 꾸러미인 세네카 촌장을 타고 뉴욕으로 항해했다. 세네카 족장의 귀환 여행으로 대서양 바닷물이 실려 왔다. 그 바닷물은 판사와 미래의 버펄로 시장인 새뮤얼 윌킨슨에 의해 호수에 쏟아졌다. 한때 승객과 화물의 주요 경로였던 에리 운하는 미국 서부를 동쪽에서 이주자들에게 개방하는 데 일차적인 역할을 했다. 이 운하는 현재 주로 유람선과 약간의 가벼운 지역 화물을 위해 사용되며, 버펄로에서는 나이아가라 강의 빠른 상류를 우회한다. 나이아가라 강의 지류는 올름스테드가 설계한 델라웨어 파크-프론트 파크 시스템을 통해 버펄로를 흐르는 스카자콰다 크릭이다.

## 거리 및 고속도로
뉴욕주 고속도로 8개, 세 자리짜리 주간 고속도로 1개, 그리고 미국 고속도로 1개가 버펄로 시를 가로지른다. 흔히 시내 중심가로 불리는 뉴욕주 5번 국도는 라카와나를 경유해 제한통행 고속도로로 진입해 남동쪽 교외인 치토와가의 90번 주간고속도로와 나이아가라 폭포를 잇는 남북간 고속도로인 190번 주간고속도로와 교차한다. NY 354(클린턴 스트리트)와 NY 130(브로드웨이)은 버펄로 남부와 시내를 잇는 동서 간 고속도로로, 웨스트 세네카와 데프 동쪽 교외를 연결한다. NY 265(Delaware Avenue)와 NY 266(Niagara Street 및 Military Road)은 모두 버펄로 시내에서 출발하여 토나완다 시에서 종착한다. 에리 카운티의 미국 고속도로 3개 중 하나, 나머지 2개는 미국 20개, 219개 중 하나, 미국 62개(베이일리 애비뉴)는 라카와나(Lacawanna)를 통해 도시로 진입하는 남북 간선도로로, 뉴욕 5호와의 접점에 있는 아머스트(Amherst) 타운 국경에서 출구로 빠져나간다.시내에서는 이 노선이 산업용 경광선을 통과한다. 베일리 애비뉴는 190번 주간 고속도로와 켄싱턴 고속도로와 주요 교차점이 있다.
세 개의 주요 고속도로가 버펄로 시를 운행한다. 스카자콰다 고속도로(NY 1988)는 주로 유니티 아일랜드 인근 주간고속도로 190번과 뉴욕주 33번 국도를 연결하는 제한된 접근 고속도로다. 켄싱턴 고속도로(NY 33)는 시내와 이스트 사이드의 가장자리에서 시작하여, 도시의 인구 밀집 지역을 통해 계속되며, 치토와가의 90번 주간 고속도로와 교차하여 공항에서 잠시 끝난다. 피스 브릿지는 도시의 블랙록 지구 근처에 위치한 주요 국제 건널목이다. 이 다리는 온타리오 포트 에리와 도시를 연결한다.

## 참조
1. ↑  “Buffalo Niagara Region Shared Services Opportunities” (PDF) (영어). Buffaloniagra.org. 2014년 3월 13일에 원본 문서 (PDF)에서 보존된 문서.
2. ↑  Bill Michelmore, June 26, 2006. “Niagara airport pushed as trade hub; Schumer joins effort to bring global cargo” (영어). Buffalo News.
3. ↑  Drury, George H. (1994). “The Historical Guide to North American Railroads: Histories, Figures, and Features of more than 160 Railroads Abandoned or Merged since 1930.” (영어). Waukesha, Wisconsin: Kalmbach Publishing. pp. 91, 229–231. ISBN 978-0-89024-072-4.
4. ↑  1957 Pennsylvania Railroad schedules reprinted at. “www.therailwire.net/forum/index.php?topic=17913.15” (영어).
5. ↑  The New York Central Terminal of Buffalo, New York History, 1842–1945. “Archived copy” (영어). 2009년 4월 20일에 원본 문서에서 보존된 문서.
6. ↑  Buffalo Central Terminal, Decline, 1945–1960. “Archived copy” (영어). 2012년 4월 4일에 원본 문서에서 보존된 문서.
7. ↑  “Erie Canal Time Machine: 1825 Celebration” (영어). The New York State Archives. New York State Education Department. 2014년 10월 11일에 원본 문서에서 보존된 문서.